# Iglesia Nueva vida (Colorado Springs, Colorado)
Iglesia Nueva vida es una mega iglesia evangélica carismática no denominacional ubicada en Colorado Springs, Colorado, Estados Unidos. La iglesia es pastoreda por Brady Boyd y tiene múltiples congregaciones que se reúnen en toda el área de Colorado Springs. La iglesia es conocida por su música de adoración, ya que produjo y lanzó más de una docena de álbumes de adoración.

## Historia

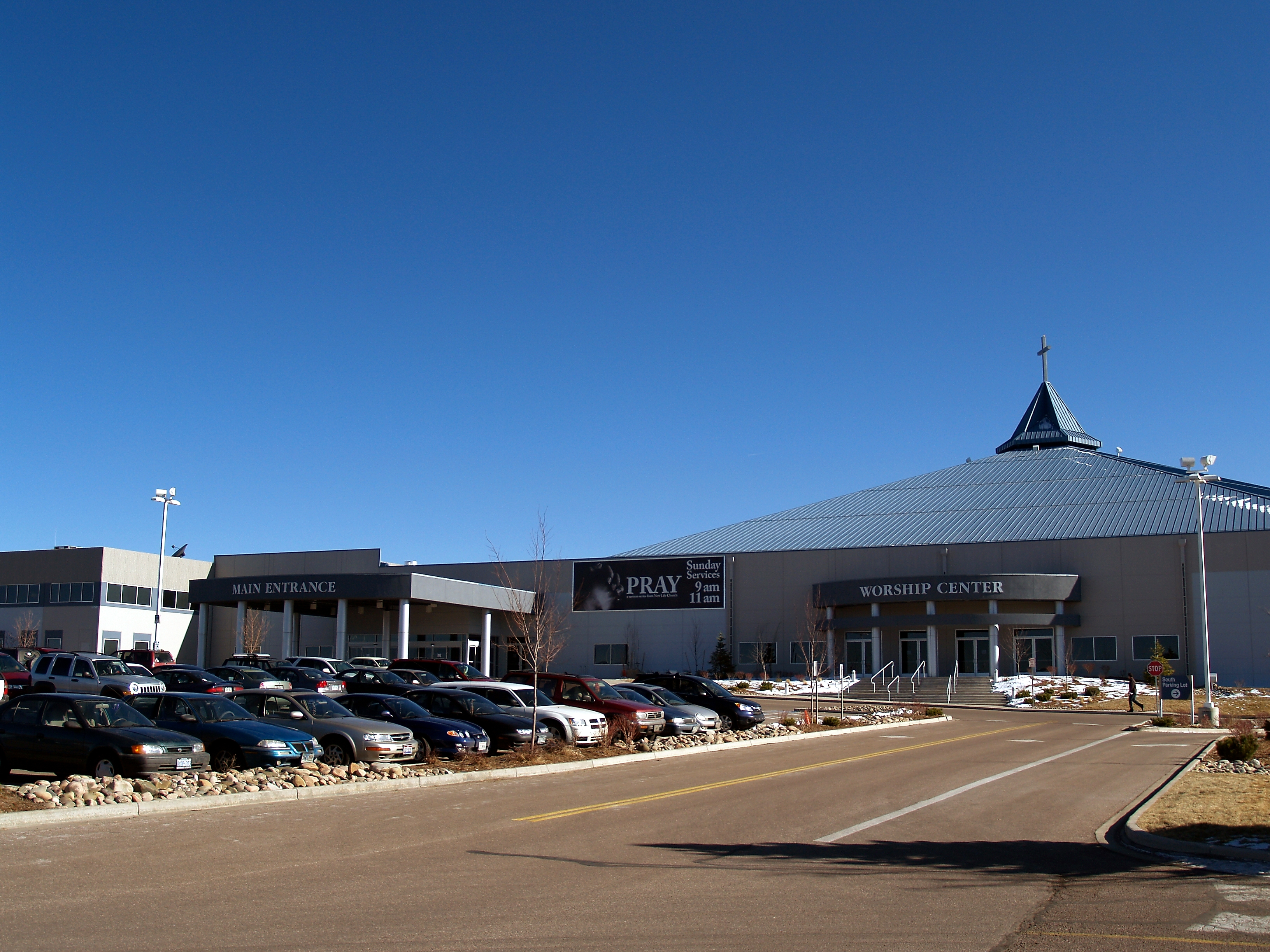
La entrada del sur y centro de adoración

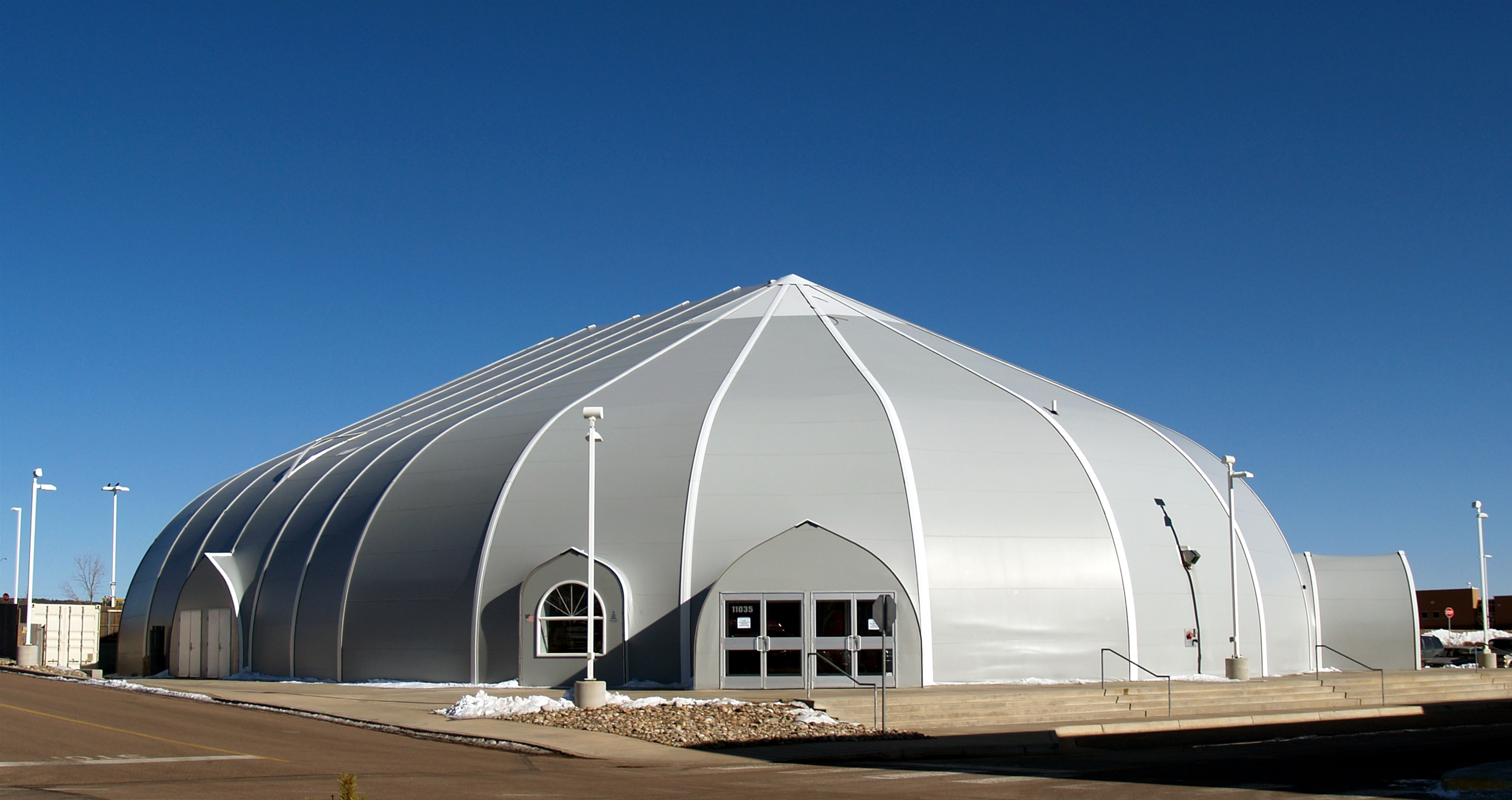
"La Tienda"

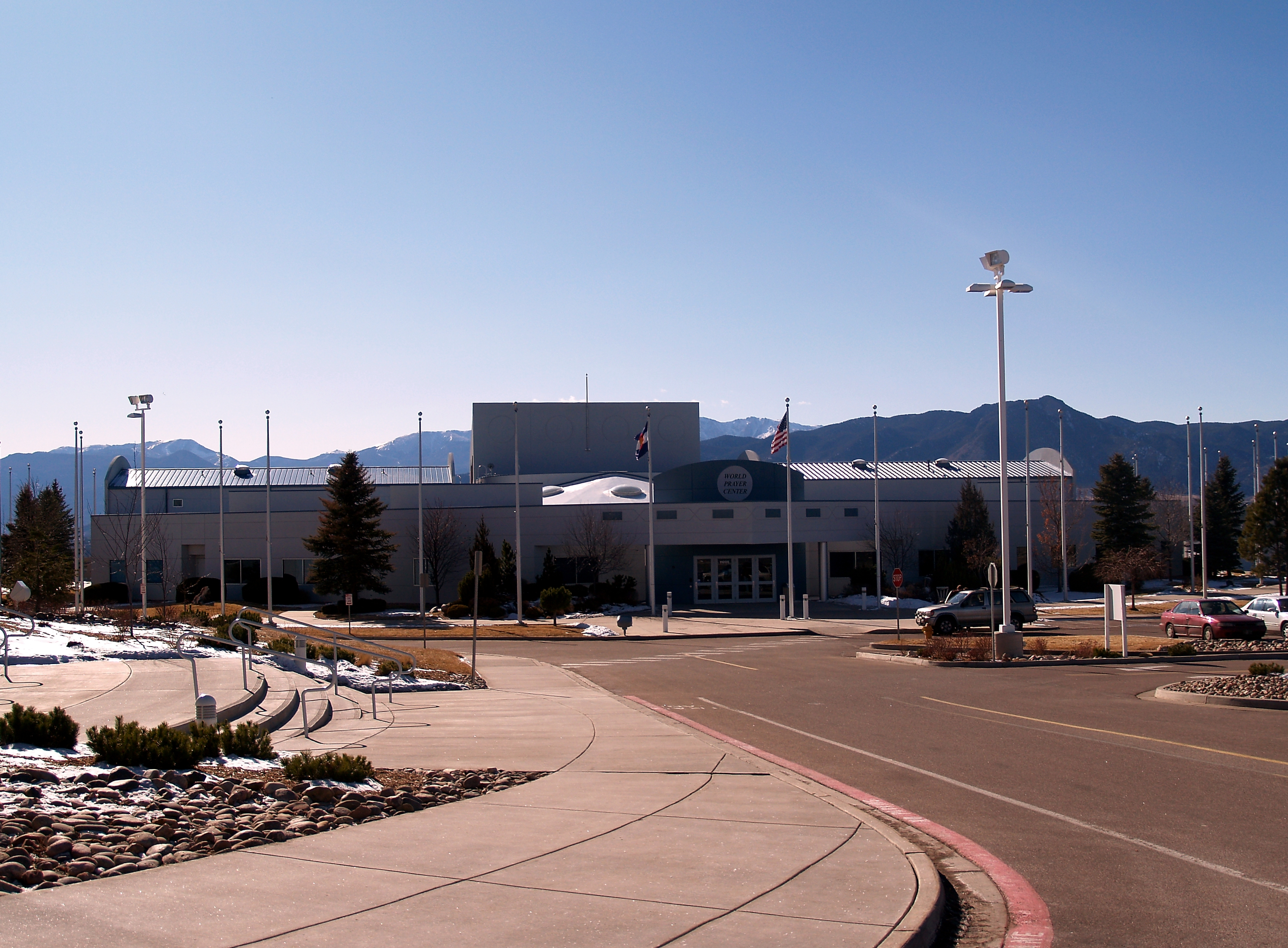
El Centro de Oración Mundial

New Life Church fue fundada en 1984 por Ted Haggard. La iglesia comenzó bajo su liderazgo como una reunión de iglesia independiente en su hogar. A partir de estos orígenes, la iglesia creció a través de una sucesión de espacios de reunión más grandes, incluidos los espacios de oficinas del centro comercial y otras ubicaciones de iglesias no tradicionales.
El santuario inicial en el campus, ahora conocido como el "teatro", tiene capacidad para 2000 personas y se dedicó en 1990. Se utiliza principalmente para la congregación New Life Friday Night y New Life Kids los domingos por la mañana.
El campus de New Life también alberga el Centro Mundial de Oración. La organización Equipo Mundial de Oración fundó esfuerzos globales de oración basados en Internet entre sus participantes desde este edificio. El Equipo Mundial de Oración está bajo la dirección de Misiones Modernas. El edificio alberga salas de oración.
La carpa que se inauguró en 2003 y se utiliza para diversas reuniones ministeriales, incluido el servicio dominical de la secundaria.
El santuario principal actual (conocido como Living Room) tiene capacidad para 8.000 personas y se inauguró en 2005.
Según un censo de la iglesia publicado en 2023, afirmó una asistencia semanal de 15.000 personas y 5 campus en diferentes ciudades.

### Ted Haggard escándalo y renuncia
El 2 de noviembre de 2006, Haggard fue acusado de pagarle a un acompañante masculino por sexo durante tres años y también de usar metanfetamina. Más tarde, ese mismo día, Haggard renunció voluntariamente como pastor para que "el proceso del supervisor pueda proceder con integridad", y que esté buscando "consejo y orientación espiritual". Dos días después, la Junta de Supervisores de la Iglesia New Life anunció que habían decidido despedir permanentemente a Haggard de su cargo.
En enero de 2009, surgieron nuevas acusaciones de que Haggard, mientras era pastor de New Life, tenía una relación inapropiada con un ex asistente. El sucesor de Haggard, Brady Boyd, dijo que la iglesia llegó a un acuerdo de seis cifras con el hombre, que tenía poco más de 20 años en ese momento. Según un informe de News Channel 13, el hombre dijo que el contacto "no fue consensuado".

### Pastorado de Brady Boyd
Después de un proceso de selección pastoral, Brady Boyd se convirtió en pastor principal en agosto de 2007. Bajo su liderazgo, New Life Church ha plantado 6 iglesias en todo Estados Unidos, estableció nuevas congregaciones dentro de New Life Church y lanzó Dream Centers of Colorado Springs. Además de pastorear New Life Church, Boyd también ha escrito varios libros.
Boyd había servido en Gateway Church en Southlake, Texas y Trinity Fellowship en Amarillo, Texas. Él todavía habla en ambas iglesias.

### Tiroteo
El 9 de diciembre de 2007, Matthew Murray, de 24 años, abrió fuego en la Iglesia Nueva Vida, golpeó a cinco personas y mató a dos, las hermanas Rachel y Stephanie Works; su padre David Works fue uno de los heridos. Jeanne Assam, voluntaria de seguridad de la iglesia, disparó e hirió al pistolero que luego se suicidó. Varias horas antes, el mismo hombre armado abrió fuego contra un centro de entrenamiento de la Juventud Con Una Misión en Arvada, Colorado, golpeando a cuatro personas y matando a dos. Anteriormente era un misionero en entrenamiento con Juventud Con Una Misión y era de una familia cristiana devota. La policía encontró una carta del tirador dirigida a "A Dios".

## New Life Worship
New Life Church New Life Church es conocido por sus prolíficos compositores (Ross Parsley, Jon Egan, Glenn Packiam, Jared Anderson, Cory Asbury, Pete Sanchez) y líderes de adoración, habiendo lanzado más de una docena de álbumes My Savior Lives, Counting On God, You Hold It All, Strong God, Soak) and hundreds of songs (I Am Free, Great I Am, My Savior Lives, Here In Your Presence) a través de New Life Worship and Desperation Band.
New Life Worship ahora está bajo la dirección de Pete Sanchez, mientras que Jon Egan lidera la mayoría de los domingos en New Life North.

## Desperation Ministerios
Desperation Ministries es un ministerio juvenil nacional que nació de la Iglesia Nueva Vida.
A través de su ministerio estudiantil local, conferencias anuales, visitas ministeriales, Ministerios de desesperación llama a los estudiantes a vivir vidas de Pasión, Misión, Intercesión y Consagración.

## Centros de sueño de Primaveras de Colorado
New Life Church, bajo el liderazgo de Brady Boyd, fundó y lanzó Dream Centers of Colorado Springs que sirve a Colorado Springs de varias maneras:
- Clínica de mujeres, que ofrece atención médica gratuita a mujeres sin seguro o con seguro insuficiente.
- Mary's Home alberga a madres solteras sin hogar y a sus hijos y ofrece apoyo para educación, atención médica y capacitación en habilidades para la vida.

## Influencia
New Life Church, junto con Focus on the Family, estableció Colorado Springs como un centro evangélico conservador en la década de 1990 En 2005, Jeff Sharlet afirmó que si bien New Life es "de ninguna manera la megaiglesia más grande ... [tiene] más influencia sobre la dirección política del evangelicalismo" que cualquier otra iglesia en Estados Unidos.

## En la cultura popular
Ted Haggard y otros miembros de la iglesia aparecieron en un episodio de 1997 del programa de radio PRI This American Life, así como en los documentales Jesus Camp, Friends of God, Constantine's Sword, The Root of All Evil ?, y HBO's The Trials of Ted Haggard.